# Сражение при Колорно (1734)
Сражение при Колорно (итал. Battaglie di Colorno) — сражение, состоявшееся 4-5 июня 1734 года у итальянского городка Колорно в ходе Войны за польское наследство между австрийской и союзной франко-сардинской армией. Окончилось победой союзной армии.

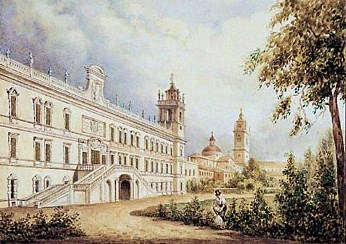
Герцогский дворец в Колорно

В мае 1734 года австро-германские армии закрепились основной частью войск южнее реки По в Понте-Сорболо и Серральо-Мантовано и стали отправлять беспокоящие рейды кавалерии против союзников. Франко-сардинские войска, переправившись через реку По в Казальмаджоре, заняли высоты у Сакка силами примерно в 20 000 и разместили свой штаб в герцогском дворце в Колорно, в центре своей оборонительной линии. Сам Колорно и его дворец защищали 2 000 французских солдат. 
Князь Фредерик Людовик Вюртемберг-Винненталь, вступивший в командование австрийской армией вместо заболевшего генерала графа Мерси, решил внезапным ударом выбить противника с его плацдарма на реке Парма и захватить Колорно. После полуночи 1 июня имперские войска численностью примерно 14 000 пехотинцев и 1 200 кавалеристов незаметно продвинулись к Колорно и в течение часа захватили и город, и дворец, взяв 200 пленных. Вюртемберг-Винненталь не стал преследовать французов и атаковать их в лагерях у Сакка, а предпочел остановиться, оставив в городе два полка.
Союзники решили вернуть Колорно. На рассвете 4 июня они, силами в 12 000, разделившись на 4 колонны, двинулись к городу. В шесть часов утра генерал-лейтенант де Мальбуа, непосредственно командовавший союзными войсками, захватил мост через ручей Лорно и после ожесточенной борьбы, в восемь часов утра, дома предместья на другом берегу. Затем он продолжил наступление на плацдарм за Пармой. Имперская пехота генерал-майора Гектора Франца де Винса, стоявшая вдоль набережной и в домах, встретила французов оживленной артиллерийской стрельбой. Атаки французов, повторявшиеся в течение трех часов до одиннадцати часов дня, решительно отражались австрийцами. Только расположив на берегу Пармы свои батареи и ведя из них сосредоточенный артиллерийский огонь, союзники заставили имперские войска отступить во дворец и окружающие сады, откуда они продолжали отстреливаться до ночи. 
Пока шёл бой за город, де Мальбуа приказал построить два понтонных моста через Лорно, по которому в три часа дня переправилась пехота и кавалерия. Вечером он расположился на фланговой позиции лагерем у слияния ручья Лорно с рекой Пармой. 
Утром 5 июня 2000 солдат имперских войск вышли из своих окопов и попытались атаковать фланговую позицию союзников на ручье Лорно, а также попытались взорвать мост, однако под непрерывным огнем франко-пьемонтских войск они вынуждены были отвести свою артиллерию.
Франко-сардинские союзники воспользовались этим и, проведя массированную атаку силами 10 гренадерских рот при поддержке кавалерии, перешли реку Парму выше Колорно и окончательно вытеснили австрийцев из города. 
Австрийская армия в двух боях потеряла более 1200 человек. Французы отчитались о своих 800 убитых и раненых.
Имперская армия отошла к Понте-Сорболо и вновь заняла позиции к северу от Реджо-Эмилии, чтобы предотвратить возможные атаки франко-сардинских войск за пределами Энцы. 7 июня генерал граф Мерси, излечившись от болезни, отправился в Понте-Сорболо, где возобновил командование имперскими войсками.